# Metatrachelas rayi
Espèce
Synonymes
- Trachelas rayi Simon, 1878
- Trachelas purus Kritscher, 1969

Metatrachelas rayi est une espèce d'araignées aranéomorphes de la famille des Trachelidae.

## Distribution
Cette espèce se rencontre au Portugal,en Espagne, en France, en Italie, en Albanie, en Bulgarie et en Algérie.

## Description
Les mâles mesurent de 2,40 à 3,10 mm et les femelles de 2,60 à 3,70 mm.

## Publication originale
- Simon, 1878 : Les arachnides de France. Paris, vol. 4, p. 1-334 (texte intégral).